# Пессар, Эмиль
Эми́ль Луи́ Фортюне́ Песса́р (фр. Émile Louis Fortuné Pessard; 29 мая 1843, Париж — 10 февраля 1917, Париж) — французский композитор и музыкальный педагог, профессор парижской консерватории.

## Биография
Эмиль Пессар родился в Париже. На обучении сына музыке настояла мать. Сначала, как это было принято, он занимался с домашними учителями, а с девяти лет начал посещать подготовительные классы парижской консерватории. После успешного прохождения вступительных экзаменов учился у Франсуа Базена (класс гармонии), Франсуа Бенуа (класс органа) и Микеле Карафы (класс композиции). В 1862 году окончил курс гармонии, получив первую премию по этой дисциплине. В 1866 году, в возрасте 23 года закончил консерваторию, получив Большую Римскую премию за кантату «Далила», которая была исполнена в парижской опере 21 февраля 1867 года.
Первая одноактная опера Пессара «Разбитый кувшин» (фр. „La cruche cassée“) на либретто Ипполита Люка и Эмиля Абраама была поставлена в парижской Опера-комик 21 февраля 1870 года, за полгода до начала франко-прусской войны, временно прервавшей успешную карьеру композитора.
В течение почти трёх лет (1878—1880) Пессар занимал должность инспектора классов пения в парижских школах, а в 1881 получил звание профессора парижской консерватории, где затем в течение тридцати лет вёл класс гармонии. Среди самых известных его учеников обычно называют Гюстава Шарпантье, Мориса Равеля и Федерико Момпоу. Вместе с тем Равель считал манеру преподавания Пессара занудной, до предела нетворческой и едва переносил его уроки, которые иссушали «хуже гербария», а Момпоу с большой скоростью покинул стены консерватории вследствие «полной непереносимости» пессаровской системы преподавания гармонии и композиции. Также среди учеников Пессара известны такие французские музыканты, как Жорж Карьер, Жюстин Эли, Поль Бастид, Морис Ошар, Роше Буше, Леон Маньер, Жорж Спорк, Омер Леторель и Вильям Молар. В последние годы преподавания (1910—1914) класс Пессара посещал также Жак Ибер.
15 января 1879 года Эмиль Пессар был награждён Орденом Почётного легиона, получив звание кавалера, а спустя пять лет, 10 января 1894 года, был возведён в офицеры того же ордена. Впоследствии, в течение двадцати лет, занимал также должность директора (инспектора) музыкального образования в учебных заведениях Почётного легиона.
Начиная с 1883 года Эмиль Пессар многократно (почти два десятка раз) выставлял свою кандидатуру в Академию изящных искусств, однако ни разу не набрал достаточного числа голосов, до конца жизни так и не получив звания академика музыки.
В 1912 году Эрик Сати, столкнувшийся с Пессаром в начале 1890-х годов, написал ироническое эссе «Три кандидатуры одного меня», посвящённое этому сюжету, в котором охарактеризовал Пессара как человека упрямого, слабого и неразумного.
Эмиль Пессар скончался во время войны, 10 февраля 1917 года и был похоронен на парижском кладбище Пер-Лашез.

## Сочинения

### Оперы и кантаты
- Далила (фр. Dalila), кантата, 1866
- Разбитый кувшин (фр. La Cruche cassée) комическая опера в одном акте, 1870;
- Дон-Кихот (фр. Don Quichotte), опера, 1874;
- Колесница (фр. Le Char), опера, 1878;
- Капитан Фракасс (фр. Le Capitaine Fracasse), комическая опера в трёх актах, 1878;
- Табарен (фр. Tabarin), опера в двух актах, 1885;
- Тартарен в Альпах (фр. Tartarin sur les Alpes), комическая опера, 1888;
- Любовные безумства (фр. Les Folies amoureuses), комическая опера по пьесе Реньяра, 1891;
- Рождественская ночь (фр. Une Nuit de Noël) опера, 1893;
- Немой (фр. Le Muet) одноактная опера, 1894;
- Дама треф (фр. La Dame de trèfle), комическая опера, 1898;
- Армия девственниц (фр. L'Armée des vierges), комическая опера в трёх актах, 1902;
- Тротуар (фр. L'Épave), одноактная комическая опера, 1903;

### Вокальные сочинения
- Гимн миру для голоса и фортепиано на текст поэмы Альфонса Ледюка, посвящённом Его Величеству Дону Альфонсо XII, королю Испании (издательство Альфонса Ледюка, 1876);
- Два вокальных сборника по двадцать мелодий в каждом (издательство Альфонса Ледюка);

### Церковные сочинения
- Маленькая торжественная месса (фр. Petite Messe solennelle) op.21, для дуэта одинаковых голосов (теноров или басов) и органа;
- Маленькая короткая месса (фр. Petite Messe brève) op.62, для органа и одного голоса (или нескольких голосов в унисон);

### Произведения для оркестра
- Торжественный марш (фр. Menuet de la Marquise) in As;
- Менуэт маркизы (фр. Menuet de la Marquise);
- Волны (фр. Les ondes) вальс-каприс;

### Произведения для фортепиано
- Вальс-каприз (фр. Valse capricieuse, op.26 № 20) in As;